# Сєдокова Анна Володимирівна
Анна Володимирівна Сєдокова (рос. Анна Владимировна Седокова; 16 грудня 1982, Київ) — російська співачка українського походження, акторка, теле- і радіоведуча. Колишня солістка українського жіночого попгурту «ВІА Гра» (2002—2004).

## Життєпис

### Дитинство
Народилася 16 грудня 1982 року в Києві. Мати — Світлана Георгіївна Сєдокова — вчителька музики та англійської мови. Батько — Володимир Львович Сєдоков — колишній генеральний директор київського телеканалу «Марс-ТВ». В Україну її батьки переїхали з Томська, залишити який вони були змушені через складні відносини між їхніми родинами. Пізніше Анна згадувала:
|  | Мамині батьки, дідусь — фотограф, бабуся, лікар-рентгенолог, жили, можна сказати, бідно. А у тата, навпаки, сім'я була дуже заможна. Бабуся і дідусь по татовій лінії — професори. Вони категорично проти майбутнього шлюбу сина. І тоді тато й мама вирішили втекти за тридев'ять земель, у Київ. |

Коли їй виповнилося п'ять років, батько залишив родину. Деякий час жила з бабусею в Томську, потім батько забрав її до Києва, а ще через деякий час вона знову залишилася з мамою, втративши батька з виду практично на двадцять років. За словами Анни, вийти на зв'язок з нею батько спробував лише під час її першої вагітності, написавши на e-mail, але вона не стала відповідати, вважаючи це неповагою до своєї матері. У 2010 році дізналася, що її батько загинув.
До вісімнадцяти років жила з мамою і братом в Києві в районі Воскресенка. Мама Сєдокової працювала вчителькою музики та англійської мови у київській школі № 180, підробляла репетиторством. «Вона йшла з дому рано вранці і поверталася пізно ввечері, — згадувала Анна. — Орала як кінь, щоб забезпечити нас з братом».
З раннього дитинства займалася музикою і танцями. У 6 років стала учасницею народного ансамблю України «Світанок». Закінчила загальноосвітню школу № 180 Києва із золотою медаллю, з відзнакою закінчила музичну школу по класу фортепіано. Після закінчення школи вступила у Київський національний університет культури і мистецтв за спеціальністю «Актор і ведучий телебачення», закінчивши його з червоним дипломом. Паралельно з навчанням дівчина шукала підробіток: в 15 років працювала моделлю, деякий час вона працювала ведучою у клубі, потім їй запропонували роботу ведучої в програмі «O-TV Models» на музичному каналі «O-TV». Через деякий час Сєдокова стала ведучою ранкового шоу «Підйом» на «Новому каналі», а паралельно вела радіошоу «дівич-Вечір» на радіо Super Nova.

### «ВІА Гра»
На початку 2000 року бере участь у кастингу в новий жіночий попгурт, який пізніше дістав назву «ВІА Гра». Однак кастинг дівчина не пройшла за віком. На той момент їй було сімнадцять і продюсери вважали її занадто юною для такого колективу. Лише на початку 2002 року, коли гурт було вирішено перетворити з дуету в тріо, ввійшла до складу «ВІА Гри». Стала першою рудоволосою учасницею гурту, разом з блондинкою Альоною Вінницькою і брюнеткою Тетяною Найник вони представляли гурт у вже звичному для глядачів форматі тріо — брюнетка, блондинка і руденька. Сєдокова швидко стала головною вокалісткою і лідером колективу, при ній гурт досяг грандіозного успіху, їхній склад з Надією Грановською і Вірою Брежнєвою журналісти та шанувальники гурту досі називають «золотим» складом «ВІА Гри», найсильнішим, успішним і сексуальним за всю історію гурту. Але в травні 2004 року залишила гурт, вийшла заміж за футболіста Валентина Белькевича і народила дочку Аліну. Однак незабаром вирішила повернутися на сцену.

### Сольна кар'єра
Пішовши з гурту «ВІА Гра» Анна знялася для чоловічого журналу «Maxim», будучи на четвертому місяці вагітності. У квітні 2006 року співачка під псевдонімом «Аннабель» випустила кліп на пісню «Моє серце». Перше після перерви поява Анни на сцені відбулося у вересні на фестивалі «П'ять зірок» у Сочі. За результатами Анна стала володарем «Призу глядацьких симпатій». В кінці року вона пройшла кастинг і стала ведучою програми «Нові пісні про головне» на Першому каналі. Також у грудні Анна знялася для журналу Playboy, оскільки 90 % читачів цього журналу хотіли бачити на обкладинці саме її. У 2006 році Анна стала лауреатом фестивалю «Пісня року» (Україна) з піснею «Моє серце». В кінці 2006 — на початку 2007 року Анна підписала контракт з компанією звукозапису REAL Records, випустила кліп на пісню «найкраща дівчинка», з'явилася зі своїми піснями у кількох передачах на російських і українських каналах. Було анонсовано вихід першого сольного альбому. Але потім з невідомих причин співачка вирішила взяти паузу.
У 2008 році співачка стала ведучою шоу російського «Першого каналу» «Король рингу», ведучою українського телешоу «Телезірка — суперзірка», а також взяла участь у проєкті Іллі Авербуха «Льодовиковий період-2», де її партнером став фігурист-професіонал Андрій Хвалько. У вересні 2008 року випустила кліп на пісню «Привыкаю». Також у 2008 році на українському телебаченні виходить серіал «Сила тяжіння» з участю Сєдокової. За підсумками 2008 року Анна була визнана найсексуальнішою телеведучою Росії на думку рейтингу «ТОП 10 SEXY» Радіо Монте-Карло і найстильнішою телеведучою України на думку ELLE Style Awards. У грудні 2008 року Анна стала володарем диплома фестивалю «Нові пісні про головне» за пісню «Привыкаю».
У 2009 році Анна Сєдокова отримала премію «TOP SEXY» за версією радіостанції «Монте Карло» і була названа найбажанішою телеведучою на російському телебаченні. У тому ж році Анна стала кращою телеперсоною країни на думку журналу ELLE. У березні 2009 Анна стала учасницею музичного шоу Першого каналу «Дві зірки». Напарником Анни став Вадим Галигін. 2 червня на «Русском Радио» Анна презентувала свою нову пісню «Селяві» (пізніше назва змінилася на «Драма»), автором якої стали сама Анна і музичний продюсер Дмитро Клімашенко. За словами Анни, вона присвятила її своєму другові, який розійшовся зі своїм бой-френдом. 9 жовтня на Love Radio відбулася прем'єра пісні «Холодне серце», яку Анна записала спільно з Джиганом. Також у 2009 році Сєдокова знялася у фільмі «Москва. RU», гонорар від зйомок в якому Анна віддала на благодійність.
У березні 2010 року вийшла книга Анни «Мистецтво спокушання». У травні 2010 виходять відразу два кліпи співачки — сольний кліп «Драма» і дуетний кліп з репером Джиганом «Холодне серце», знятий в жовтні 2009. У вересні Анна взяла участь у шоу «Зірка+Зірка», українському аналогу проєкту «Дві зірки», у парі з Віктором Логіновим. У жовтні Анна оголошує про початок концертного туру містами СНД і презентує нову шоу-програму в московському клубі Pacha. У листопаді 2010 року взяла участь у ювілейному концерті гурту «ВІА Гра», який пройшов в Україні. На концерті Анна виконувала кілька композицій разом з гуртом і солістками різних років, а також дві сольні композиції. «…Бурхливими оваціями зал вибухнув, коли на сцені з'явилася Анна Сєдокова. Склалося враження, що половина глядачів прийшла на концерт, щоб побачити і почути саме цю співачку», — написали пізніше журналісти. У листопаді 2010 року пройшли зйомки нового кліпу співачки на пісню «Ревнощі», що має відвертий сюжет і натяки на лесбійське кохання. Відео та фото зі зйомок кліпу викликали скандал, після якого кліп було перемонтовано для показу по телебаченню в денний час і прем'єра відбулася 22 грудня на каналі RU.TV. Також у 2010 році вийшла дуетна версія кліпу «Звикаю» спільно з реп-командою «Карати», знята в 2008 включає сцени, які не ввійшли у оригінал. У грудні завершилися зйомки комедії «Вагітний», в якому Анна зіграла головну роль. В кінці року Анна також представила мешап пісні «Холодне серце» та пісні українського співака Макса Барських S. L..
З 2010 року навчається акторської майстерності в студії Скотта Седіти (Scott Sedita Acting Studios) в Західному Голлівуді (Лос-Анджелес, Каліфорнія). У 2011 році Анна взяла участь у другому сезоні шоу «Зірка+Зірка», стала ведучою передачі «Жіноча логіка» на українському каналі ICTV. В червні відбулася прем'єра нової пісні Love U, яку співачка виклала для вільного скачування на офіційному сайті.
5 вересня у Москві відбулася прем'єра фільму «Вагітний», а 8 вересня фільм вийшов в загальноросійський прокат.
16 вересня на YouTube, на легальному каналі російської музики Ello відбулась прем'єра кліпу на пісню «Космос», саундтрека до фільму «Вагітний», покликаного підтримати його прокат.
Восени 2011 року Анна стала ведучою російської версії реаліті-шоу «Проєкт Подіум», прем'єра якого відбулася 8 жовтня 2011 року на каналі «MTV Росія».
31 січня 2012 року на «Першому популярному радіо» відбулася прем'єра пісні «Такси». 11 вересня відбулась прем'єра кліпу на пісню «Що я наробила?», а в листопаді — прем'єра кліпу на пісню «Небезпечна», яку вона заспівала разом з Мішою Крупіним.
У 2013 році Сєдокова разом із Жаном Алібековим була ведучою казахського реаліті-шоу «Сьома раса», аналога проєкту «Битва екстрасенсів». У листопаді 2016 року стала одним із членів журі «Міс студентство Росії-2016».

## Особисте життя

### Сім'я
Мама — Світлана Георгіївна Сєдокова — вчителька музики та англійської мови.
Батько — Володимир Львович Сєдоков — колишній генеральний директор київського телеканалу «Марс-ТВ». Загинув у 2010 році.
Старший брат — Максим.

### Стосунки
- Белькевич Валентин Миколайович — перший чоловік Анни Сєдокової (23 червня 2004 — початок 2006), білоруський футболіст, капітан київського «Динамо».
  - Белькевич Аліна Валентинівна — дочка Анни Сєдокової та Валентина Белькевича, народилася 8 грудня 2004 року.[55]
- Чернявський Максим Валентинович — другий чоловік Анни Сєдокової (12 лютого 2011 — лютий 2013), бізнесмен.[56]
  - Чернявська Моніка Максимівна — дочка Анни Сєдокової та Максима Чернявського, народилася 24 липня 2011 року.[57] Після розлучення проживає з батьком в Лос-Анджелесі.[58]
  - Комаров Гектор Артемович — син Анни Сєдокової та Артема Комарова, народився 8 квітня 2017 року.[59]
- Яніс Тімма (латис. Jānis Timma, 1992—2024) — третій чоловік (з вересня 2020[60]), латвійський професійний баскетболіст БК «Хімки» (Росія). 17 грудня 2024 року Тімма помер, за попередніми даними, покінчив життя самогубством у віці 32 років, це сталося у Москві за тиждень після розлучення з Сєдоковою[61]. Вони прожили в шлюбі близько 4 років, постійно сварилися[62].

### Сексуальна орієнтація
У грудні 2010 року Седокова зізналася у своїй бісексуальності під час онлайн-конференції з відвідувачами українського порталу tochka.net. Згодом вона підтвердила це в інтерв'ю «Новому каналу», описавши свій сексуальний досвід з коханками як «чудовий».
У 2013 році вона розкритикувала так званий закон про «гей-пропаганду», ухвалений Державною Думою Росії. В інтерв'ю радіостанції «Ехо Москви» співачка висловила здивування розпливчастим формулюванням закону, поставивши питання «що таке пропаганда?». Седокова заявила, що автори та прихильники закону «не мають права вказувати комусь, кого любити і що робити».

## Санкції
19 жовтня 2022 року додана до санкційного списку України.

## Дискографія

### Сольні альбоми
- 2016: Личное
- 2017: Настоящее (Live)
- 2017: На воле
- 2019: Про любовь

### Альбоми в складі «ВІА Гри»
- 2002: Попытка № 5
- 2003: Стоп! Снято!
- 2003: Stop! Stop! Stop!
- 2003: Биология

### Сингли (CD) в складі «ВІА Гри»
- 2003: Kill my girlfriend
- 2003: Stop! Stop! Stop!

### Мініальбоми в складі «ВІА Гри»
- 2003: Стоп! Снято!

### DVD і VCD в складі «ВІА Гри»
- 2003: Стоп! Снято!
- 2004: Nu Virgos: MV Collection

## Відеографія

### Сольні кліпи
| Рік  | Назва                            | Режисер                       |
| ---- | -------------------------------- | ----------------------------- |
| 2006 | «Моё сердце»                     | Максим Сметана                |
| 2007 | «Самая лучшая девочка»           | Віктор Придувалов             |
| 2008 | «Привыкаю»                       | Катя Царик                    |
| 2010 | «Привыкаю» (feat. «Караты»)      | Катя Царик                    |
| 2010 | «Холодное сердце» (feat. Джиган) | Костянтин Черепків            |
| 2010 | «Драма»                          | Філіп Лі                      |
| 2010 | «Ревность»                       | Дмитро Місюра                 |
| 2011 | «Космос»                         | невідомо                      |
| 2012 | «Что я наделала?»                | Віктор Скуратовський          |
| 2012 | «Опасно» (feat. Миша Крупин)     | Анна Сєдокова                 |
| 2013 | «Удали»                          | Володимир Шкляревський        |
| 2013 | «Между нами кайф»                | Євген Тимохін                 |
| 2014 | «Сердце в бинтах»                | Євген Тимохін                 |
| 2014 | «Прикоснись»                     | Сергій Гуман і Дмитро Кочнєв  |
| 2014 | «Пираньи»                        | Сергій Гуман                  |
| 2015 | «Тише» (feat. MONATIK)           | Сергій Гуман                  |
| 2015 | «Пока, милый»                    | Алан Бадоєв                   |
| 2016 | «О тебе»                         | Станіслав Морозов             |
| 2016 | «Вселенная»                      | Анна Сєдокова                 |
| 2016 | «Самый лучший»                   | Олександр Бабаєв              |
| 2017 | «Первая любовь»                  | Анна Сєдокова                 |
| 2017 | «Увлечение»                      | Gabriel D. Hiram              |
| 2017 | «Не твоя вина»                   |                               |
| 2018 | «На воле»                        | Анна Сєдокова та Аліна Верипя |
| 2018 | «Ни слова о нём»                 | Дмитрий Авдеєв                |
| 2018 | «Шантарам»                       | Алан Бадоєв                   |
| 2018 | «Шантарам» (feat. Лёша Свик)     | Алан Бадоєв                   |
| 2018 | «Не могу»                        | Настасья Швед                 |
| 2019 | «Санта Барбара»                  | Данило Волков Анна Сєдокова   |
| 2019 | «ЯЖЕМАТЬ»                        | Алан Бадоєв                   |
| 2019 | «Алые губы»                      |                               |
| 2020 | «Игристое, детка»                | Олег Філіпенко                |

### Як акторка
| Рік  | Назва                                       | Режисер           |
| ---- | ------------------------------------------- | ----------------- |
| 1999 | «Зачекай» (кліп ТНМК)                       | Віктор Придувалов |
| 2003 | «Я не могу без тебя» (кліп Валерія Меладзе) | Семен Горов       |
| 2006 | «Гуляй-гроза» (кліп Джанго)                 | Віктор Придувалов |
| 2016 | «Around» (кліп TARSHIN)                     | Станіслав Морозов |

### У складі гурту «ВІА Гра»
| Рік  | Назва                                             | Режисер     |
| ---- | ------------------------------------------------- | ----------- |
| 2002 | Стоп! Стоп! Стоп!                                 | Семен Горов |
| 2002 | Good morning, папа!                               | Семен Горов |
| 2003 | Не оставляй меня, любимый!                        | Семен Горов |
| 2003 | Убей мою подругу                                  | Семен Горов |
| 2003 | Океан и три реки (разом із Валерієм Меладзе)      | Семен Горов |
| 2003 | Stop! Stop! Stop!                                 | Семен Горов |
| 2004 | Притяженья больше нет (разом із Валерієм Меладзе) | Семен Горов |

## Кар'єра радіоведучої
- 2002 — дівич-Вечір (Super-Nova Radio)[10]

## Кар'єра телеведучої
- 2001 — «O-TV Models» (OTV)
- 2002 — «Підйом!» (Новий канал)
- 2006 — «Нові пісні про головне» (Перший канал)
- 2007 — «П'ять зірок» (Перший канал)
- 2007 — «Шанс» (заміняла Наталію Могилевську, Інтер)
- 2008 — «Король рингу 2» (Перший канал)
- 2008 — «Телезірка-Суперзірка» (Україна)
- 2008 — «Олів'є-шоу»[69] (Перший канал)
- 2011 — «Жіноча логіка» (ICTV)
- 2011 — «Проєкт Подіум (Російська версія)» (MTV Росія)
- 2014 — Музичний Хіт-Парад «21+» (Телеканал M1 Україна)
- 2017 — «Навколо світу під час декрету» (СТС)

## ТВ-проєкти
- 2001 — «Прихована камера» (1+1)
- 2002 — «Козаки-розбійники» (Новий канал)
- 2003 — «Покоління СТС» (СТС)
- 2004 — «Новорічна ніч-2004» (Перший канал)
- 2006 — «Володар гори» (Перший канал)
- 2006 — «П'ять зірок» (Перший канал)
- 2006 — «Великі перегони 2» (Перший канал)
- 2008 — «Льодовиковий період 2» (Перший канал)
- 2009 — «Дві зірки» (Перший канал)
- 2010 — «Зірка+Зірка» (1+1)
- 2010 — «Стиляги-шоу» (Росія-1)
- 2011 — Зірка+Зірка. Другий сезон (1+1)
- 2012 — «Магія» (Росія-1)
- 2012 — «Тільки один» (Україна)[70]
- 2013 — «Хочу V ВІА Гру» (1+1/«НТВ»)
- 2014 — «Хочу до Меладзе» (Україна/«НТВ»)

## Фільмографія
| Рік  |   | Назва                                   | Роль                |    |
| ---- | - | --------------------------------------- | ------------------- | -- |
| 2002 | ф | Попелюшка                               | англійська принцеса | ру |
| 2003 | ф | Новорічне пограбування                  | камео               | ру |
| 2006 | ф | Родичі                                  |                     | ру |
| 2007 | ф | Тунгуський метеорит (не був завершений) |                     | ру |
| 2008 | с | Сила тяжіння                            | Катя                | ру |
| 2009 | ф | Москва.Ru (не був завершений)           | камео               | ру |
| 2011 | ф | Вагітний                                | Діана               | ру |
| 2013 | с | Як гартувався стайл                     | камео               | ру |
| 2013 | с | Віталька/Віталька                       | камео               | ру |

## Нагороди і номінації
| Рік  | Нагорода                                     | Номінація                | Номінована робота | Результат |
| ---- | -------------------------------------------- | ------------------------ | ----------------- | --------- |
| 2014 | «Премія RU.TV»                               | «Найсексуальніше відео»  | «Между нами кайф» | Перемога  |
| 2016 | «Премія RU.TV»                               | «Найсексуальніше відео»  | «Пока, милый!»    | Перемога  |
| 2016 | «Fashion People Awards»                      | «Найкраща Fashion-відео» | «Пока, милый!»    | Перемога  |
| 2016 | «Премія Муз-ТВ»                              | «Найкраще жіноче відео»  | «Пока, милый!»    | Номінація |
| 2016 | Премія журналу «Glamour» — «Жінка 2016 року» | «Співачка року»          | —                 | Номінація |